# Trace (mitologia)
Trace era un figlio di Ares da una madre sconosciuta.
Probabilmente il mitico capostipite dei Traci, guidò il suo esercito Edone in una campagna marittima contro le isole dell'Egeo, saccheggiò Lemno e altre isole circostanti.
Ma quando attaccò il santuario di Apollo a Delo, il dio inflisse a lui e ai suoi uomini una "orribile malattia" (probabilmente lebbra).
Quando tornarono in Tracia non erano i benvenuti e fondarono una colonia nella piccola isola di Icaria.